# Borderline (Madonna)
Borderline è una canzone della cantante statunitense Madonna contenuta nel suo album d'esordio Madonna (1983). Il singolo fu pubblicato il 15 febbraio 1984 dalla Sire Records come quinto singolo dell'album. Il brano, interamente composto e prodotto da Reggie Lucas, fu remixato dall'allora fidanzato di Madonna John "Jellybean" Benitez. In questa canzone la voce di Madonna è più raffinata ed espressiva e il testo della canzone tratta il tema dell'amore mai soddisfatto.
Gli autori e i critici contemporanei elogiarono la canzone definendola armonicamente la canzone più complessa dell'album Madonna, esaltandone la natura dance-pop. Borderline fu il primo singolo di Madonna a raggiungere i primi dieci posti delle classifiche statunitensi; inoltre, rimase per ben 30 settimane nella classifica generale di Billboard. Conquistò le prime posizioni in molti paesi europei, rappresentando quindi un importante passo per la carriera di Madonna; riscosse particolare successo in Irlanda. Fu inserita tra le "500 più grandi canzoni da quando sei nato" dal periodico Blender, mentre il Time lo inserì nella lista delle "100 più grandi canzoni di tutti i tempi".
Il video che accompagna la canzone vede Madonna con un ragazzo latinoamericano che interpreta il suo fidanzato. Un ragazzo britannico la invita a posare per lui come modella, ma dopo Madonna cambia idea e ritorna dal suo fidanzato. All'epoca il video generò interesse tra i critici, che notarono l'uso di un simbolismo del potere. Inoltre, con questa clip, a Madonna fu attribuito il merito di aver infranto il tabù delle relazioni miste, e fu considerato come uno dei momenti più importanti della sua carriera.
Madonna ha eseguito Borderline nel suo primo tour Virgin Tour (1985) e nello Sticky & Sweet Tour (2008). In questo ultimo ne fu eseguita una versione punk-rock. Borderline è presente anche nella prima raccolta della cantante The Immaculate Collection, uscita nel 1990, nonché nell'EP Like a Virgin & Other Big Hits, pubblicata per il solo mercato giapponese.
Quando nel 1984 venne lanciato il singolo negli USA e altri stati, non uscì in Italia.
La cantante Jody Watley ne incise una sua versione per il suo album The Makeover (2006).

## Descrizione
Borderline fu registrata nel febbraio del 1983. Musicalmente parlando, la canzone segna un cambiamento nel tono di voce che Madonna usava normalmente per le sue canzoni. "Borderline" è una canzone sentimentale che parla di un amore che non è mai soddisfatto. Secondo l'autore Santiago Fouz-Hernandez e il suo libro Madonna's Drowned Worlds, i versi "Something in the way you love me won't let me be/I don't want to be your prisoner so baby won't you set me free" descrivono un atto di ribellione contro il maschilismo. La voce di Madonna è più raffinata ed espressiva, e viene seguita dalle strumentazioni di Lucas. Considerata come il miglior esempio del rapporto professionale tra Madonna e Lucas, quest'ultimo la spinse a esaltare il tono emotivo della canzone. Nell'introduzione della canzone si utilizza una tastiera con una melodia sintetizzata, interpretata da Fred Zarr. Il bassista Anthony Jackson ha raddoppiato il basso sintetizzato di Dean Gant, per produrre una struttura musicale più robusta e complessa. Il ritornello rievoca il suono della musica disco degli anni '70 e lo stile musicale di Elton John della metà degli anni '70.

## Il videoclip
Il videoclip di Borderline, fu filmato a Los Angeles, California, dal 30 gennaio al 2 febbraio 1984, è la prima collaborazione tra Madonna e Mary Lambert, che più tardi firmò anche la regia dei video di Like a Virgin, Material Girl, La isla bonita e Like a Prayer. Allen Metz notò come il video mostrava l'allora in espansione "qualità d'artista" di Madonna. Il video viene considerato uno dei momenti che hanno lanciato la carriera musicale di Madonna, che nel video impersona una stravagante ragazza di strada che lascia il ragazzo per diventare una modella, ma alla fine cerca di riconquistare il cuore dell'amato. La storia vede quindi Madonna divisa tra il fotografo e il suo ragazzo. Quest'ultimo è rappresentato come un ragazzo latino americano e le difficoltà di questa relazione rappresentano le difficoltà che le donne ispaniche affrontano con i loro uomini. Nel gennaio 1997, Lambert di Rolling Stone descrisse il video la trama del video come la storia di "un ragazzo e una ragazza nel barrio, la ragazza è tentata dal successo e il ragazzo si arrabbia per questo. La ragazza diventa famosa ma la reazione inappropriata del nuovo fidanzato per dei comportamenti sciocchi della ragazza (che ha colorato con lo spray la macchina sportiva del ragazzo) lo portano a riportarla dal suo vecchio ragazzo. Lambert creò un contrasto tra le riprese a colori della vita di strada di Los Angeles e quelle in bianco e nero nello studio fotografico. Nel video, la raffigurazione della vita di strada e delle scene d'alta moda, facevano riferimento, da un lato alla vita di Madonna nelle strade crude e multirazziali d'america, dall'altro dei club che la cantante era solita frequentare agli inizi della sua carriera. Il video raffigura lo stile di vestire di Madonna di quegli anni. Nel video Madonna indossa guanti di merletto, stivaletti con tacco alto e calzette attillate e la sua cinta caratteristica con la scritta boy-toy. Mentre Madonna posa per il fotografo, il suo sguardo è fisso alla telecamera, il suo sguardo mostra sfida, denotando aggressività sessuale. Inoltre, nel momento in cui Madonna disegna dei graffiti su alcune statue classiche, attribuisce a se stessa la qualità di trasgreditrice che rompe le regole e cerca l'innovazione. Inoltre, nel video Madonna infrange il taboo delle relazioni interrazziali. Sebbene all'inizio Madonna sembra respingere il ragazzo ispanico a beneficio del fotografo, in un secondo momento lo rifiuta e ciò implica il desiderio di Madonna di controllare il suo desiderio sessuale o di andare contro le regole prestabilite, e ciò è evidente nella frase: "You just keep on pushing my love over the borderline". Le immagini contrastanti di Madonna, prima come una bionda disordinata nella sequenza spagnola e poi come una bionda ricca di stile, suggerisce l'idea che uno può costruirsi la propria immagine e identità. Inoltre, Madonna rappresentandosi come un'ispanica usa una strategia di marketing che la porta a richiamare l'attenzione del mondo ispanico e nero, rompendo le barriere razziali.
Grazie a questo video Madonna ha ricevuto la sua prima nomination agli "MTV Video Music Awards" del 1984 come miglior video di un'artista emergente (poi conquistato dagli Eurythmics per il video di "Sweet Dreams").
Il video è anche incluso nella raccolta di video in VHS Madonna (1984) e nella raccolta in VHS/DVD The Immaculate Collection (1990). Nel videoclip appare un allora sconosciuto John Leguizamo, agli inizi della sua carriera.

## Accoglienza
Nella sua biografia di Madonna, l'autore J. Randy Taraborrelli affermò che "Borderline" e "Holiday", furono le due canzoni che permisero a Madonna di affermarsi nella industria musicale. Aggiunse inoltre che la voce sobria dell'artista fece sì che il singolo fosse "il più vicino alla produzione di Motown, di quello che una canzone dance degli anni 80 poteva avvicinarsi". Maury Dean, autore de Rock 'n' Roll Gold Rush affermò che la canzone era "un'eco al boogie" e elogiò il suo stile "sfacciato e magnetico" di "vieni qui". Nel suo libro The Complete Guide to the Music of Madonna, Rikky Rooksby disse che il tema era armonicamente il più complesso dell'album di debutto della cantante. Stephen Thomas Erlewine del portale AllMusic affermò che la canzone è il punto culminante dell'album Madonna e la definì "effervescente". Stewart Mason, dello stesso portale, ha elogiato la canzone affermando che "è riuscita a dimostrare che [ Madonna ] è più di un bel viso, di un corpo da ballerina e una voce stridula [ ... ] "Borderline" è un tesoro puro, uno di quei testi pop palesemente commerciali che riescono ad evocare le emozioni più profonde". La giornalista Roxanne Orgill nel suo libro Shout, Sister, Shout! ha affermato che "Borderline" è stata la canzone che ha reso Madonna la star che è oggi. La canzone è stata inserita alla posizione 84 sulla rivista Blender tra le "500 Greatest Songs Since You Were Born". Anche il Time introdusse "Borderline" tra le 100 canzoni di tutti i tempi, affermando che Borderline cattura l'essenza della sua attrattiva pop, la sua freschezza, semplicità e vitalità. Pitchfork considerò la canzone come la 106ª migliore canzone degli anni '80, affermando che "Borderline è uno dei primi mattoni posti nella cattedrale della mitologia di Madonna, quattro minuti di elio emozionale che è diventato il suo primo successo a diventare una top-ten, sulla scia di un video musicale iconico". Al Billboard Music Awards del 1984, "Borderline" ricevette due nominations, nelle categorie di Best New Artist e Best Choreography in a Music Video, ma non vinse né l'una né l'altra. Nel settembre 2014, la canzone fu posizionata alla posizione numero due sulla classifica delle "100 migliori canzoni del 1984", proposta da Rolling Stone.

## Track listings and formats
- US 7''[17]

1. Borderline (7-inch remix) – 3:59
2. Think of Me (LP version) – 4:55

- UK 7'' / limited-edition picture disc[18]

1. Borderline (7-inch remix) – 3:59
2. Physical Attraction (single edit) – 3:56

- UK 12''[19]

1. Borderline (U.S remix) – 6:57
2. Borderline (dub remix) – 5:48
3. Physical Attraction (LP version) – 6:42

- DEU/UK CD Maxi-Single (1995)[20]

1. Borderline (LP version) – 5:17
2. Borderline (U.S. remix) – 6:57
3. Physical Attraction (LP version) – 6:42

- US 12'' Maxi-Single[21]

1. Borderline (New Mix) – 6:54
2. Lucky Star (New Mix) – 7:14

- US 12'' Maxi-Single promozionale[22]

1. Borderline (New Mix) – 6:54
2. Borderline (Instrumental) – 5:48

- AUS 12''[23]

1. Borderline (U.S. remix) – 6:57
2. Borderline (7-inch remix) – 3:59
3. Borderline (Dub remix) – 5:48

- DEU 12''[24]

1. Borderline (U.S. remix) – 6:57
2. Borderline (dub remix) – 5:48
3. Physical Attraction (LP version) – 6:42

- Digital single (2023)[25]

1. Borderline  - 5:21
2. Borderline (7-inch remix) - 3:59
3. Borderline (U.S. remix) - 6:57

## Remix ufficiali
Qui di seguito una lista dei remix ufficiali del brano.
- Edit (3:58) Promo Cassette
- Remix Edit/Edit (Radio Version) (3:56)
- Instrumental/Instrumental Dub/Instrumental Mix (5:44) solo su vinile
- Versione rimasterizzata da The Immaculate Collection (4:00)
- First Album Sessions - Demo 2-18-83 (4:38) mai pubblicato
- Virgin Tour Rehersal (include campionamenti di Burning Up & Borderline) (14:34) mai pubblicato
- Sticky & Sweet Tour Version (3:53) mai pubblicato

## Esecuzioni dal vivo
Borderline è stata eseguita dal vivo durante il Virgin Tour del 1985 (ma l'esibizione non è stata inserita nel video promozionale del tour). Inoltre, è stata realizzata un'apparizione televisiva per il programma della tv tedesca The Dance Show.
Nello Sticky & Sweet Tour del 2008 è stata eseguita live in versione più rock.

## Cover

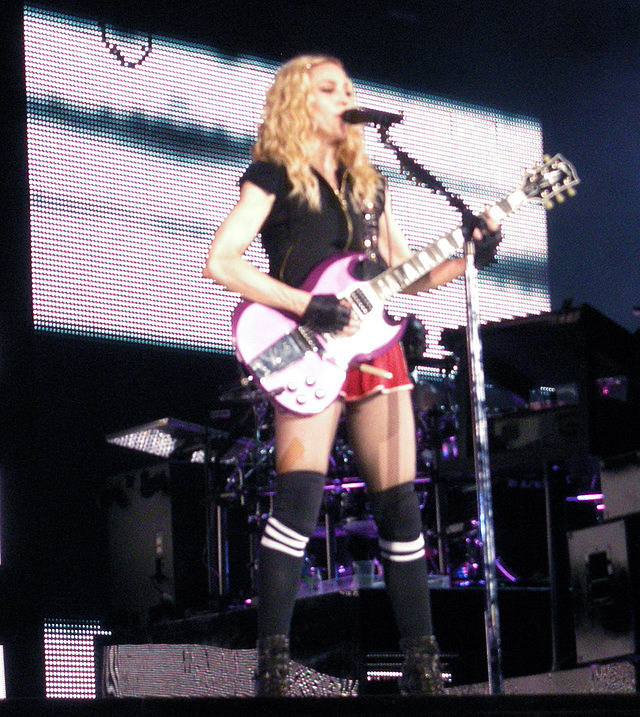
Borderline allo Sticky & Sweet Tour 2008.

Cover della canzone sono state realizzate:
- dal gruppo The Scene, incisa sull'album Rij rij rij (1988)
- dal cantante canadese Nivek Ogre, incisa per l'album-tributo a Madonna Virgin Voices: A Tribute to Madonna, volume two (2000)
- dalla band Showoff, incisa sull'album Punk Goes Pop (2001)
- dalla cantante Jody Watley, incisa sull'album The Makeover (2006)
- dal gruppo pop delle Chapin Sisters, incisa per l'album-tributo a Madonna Through the Wilderness
- dalla cantautrice britannica Duffy, che esibì la canzone al Festival musicale Radio 1's Big Weekend (2003)
- dalle rock-band The Flaming Lips e Stardeath and White Dwarfs, per l'album-compilation Covered, A Revolution in Sound. (2009)
- dalla rock-band statunitense Counting Crows, che esibirono la canzone al Royal Albert Hall (2003)
- dalla seria televisiva Glee, nell'episodio "Come Madonna", viene eseguita come mash-up con Open Your Heart (2010)

## Classifiche
| Classifica (1984) | Posizione massima |
| ----------------- | ----------------- |
| Belgio            | 4                 |
| Canada            | 25                |
| Irlanda           | 1                 |
| Nuova Zelanda     | 47                |
| Paesi Bassi       | 3                 |
| Svizzera          | 23                |

## Crediti
- Scritta da: Reggie Lucas
- Prodotta da: Reggie Lucas
- Sintetizzatori: Dean Gant, Fred Zarr e Ed Walsh
- Piano elettrico e acustico: Dean Gant e Fred Zarr
- Chitarre: Reggie Lucas e Ira Siegal
- Batteria elettrica: Reggie Lucas e Leslie Ming
- Sassofono: Bobby Malach
- Basso elettrico: Anthony Jackson
- Cori: Gwen Guthrie, Norma Jean Wright, Madonna, Brenda White e Chrissy Faith
- Arrangiamento: John "Jellybean" Benitez
- Mixaggio: Michael Hutchinson